# Saison 1 de Princesse Sofia
Chronologie
Saison 2
Cet article présente le guide des épisodes de la première saison de la série d'animation Princesse Sofia (Sofia the First) qui compte un total de vingt-quatre épisodes.

## Synopsis
Sofia n'est pas princesse depuis longtemps mais prouve tous les jours qu'elle est bien digne de son titre. Au cours de ses nombreuses aventures, Sofia va faire la connaissance de nouveaux amis et en apprendre beaucoup sur la vie de château. Dans les moments difficiles, elle reçoit l'aide et les conseils de grandes princesses comme Jasmine ou Ariel.

## Distribution de la saison

### Voix originales
- Ariel Winter : Sofia
- Darcy Rose Byrnes : la princesse Ambre (Amber)
- Zach Callison : le prince James
- Sara Ramirez : la reine Miranda
- Travis Willingham : le roi Roland II
- Tim Gunn : Bailey (Baileywick)
- Jess Harnell : Cédric
- Jim Cummings : Ambroise (Wormwood), le corbeau/Professeur Popov
- Wayne Brady : Clovis (Clover), le lapin
- Meghan Strange : Robin, le rouge-gorge
- Ashley Eckstein : Mia, l’oiseau bleu
- Barbara Dirikson : Flora
- Russi Taylor : Pâquerette (Fauna)
- Tress MacNeille : Pimprenelle (Merryweather)

### Voix françaises
- Alayin Dubois : Sofia
- Maia Gillet : la princesse Ambre
- Arthur Dubois : le prince James
- Colette Sodoyez : la reine Miranda
- Philippe Allard : le roi Roland II
- David Manet : Bailey
- Franck Dacquin : Cédric
- Emmanuel Dekoninck : Ambroise, le corbeau
- Jean-Michel Vovk : Clovis, le lapin (chansons par Christophe Peyroux)
- Élisabeth Guinand : Robin, le rouge-gorge
- Nancy Philippot : Mia, l’oiseau bleu
- Léonce Wapelhorst : Flora
- Jacqueline Ghaye : Pâquerette
- Nathalie Hugo : Pimprenelle
- Michel de Warzée : Professeur Popov

Source

## Guide des épisodes

### Épisode pilote:Il était une fois une princesse
- États-Unis : 18 novembre 2012
- France : 12 décembre 2012

- États-Unis : 5,2 millions de téléspectateurs
- France : 3,54 millions de téléspectateurs

- Jennifer Hale (VF : Delphine Moriau/Cindy Layla (chant)) : Cendrillon
- Fiona Bishop : Ruby
- Isabella Acres : Jade
- Maxim Knight : Prince Zandar
- Michaela Zee : Princesse Jun

Dans le générique de fin, Ariel Winter (voix originale de Sofia) interprète Rise and Shine.

### Épisode 1:Princes et Princesses
- États-Unis : 11 janvier 2013
- France : 3 avril 2013

- États-Unis : 2,67 millions de téléspectateurs
- France : 2,21 millions de téléspectateurs

- Eric Stonestreet : Minimus, le cheval volant
- Colin Ford : Prince Hugo
- Jess Harnell : Sir Guilliam, l'entraineur
- Coco Grayson (VF : Aaricia Dubois) : Princesse Hildegarde

### Épisode 2:Soirée pyjama au château
- États-Unis : 18 janvier 2013
- France : 10 avril 2013

- États-Unis : 1,54 million de téléspectateurs
- France : 2 millions de téléspectateurs

- Diamond White : Ruby
- Isabella Acres : Jade
- Coco Grayson (VF : Aaricia Dubois) : Princesse Hildegarde
- Harley Graham : Princesse Cléo

### Épisode 3:Des trolls au château
- États-Unis : 25 janvier 2013
- France : 17 avril 2013

- États-Unis : 2,10 millions de téléspectateurs
- France : 2,35 millions de téléspectateurs

- Carlos Alazraqui : Charlie le troll
- Zoe Robb : Tina le bébé troll

### Épisode 4:L'Apprentie de Cédric
- Carlos Alazraqui : Roi Magnus
- Jim Cummings : Goodwin le Grand
- Russi Taylor : Winnie-Jade (Winifred)

### Épisode 5:Le Mensonge
Travis Willingham : Monsieur Loyal

### Épisode 6:La Princesse timide
- Sabrina Carpenter : Princesse Viviane
- Ellie Kemper (VF : Nancy Philippot) : Cracky, la petite dragonne
- Karan Brar : Prince Zandar
- Coco Grayson (VF : Aaricia Dubois) : Princesse Hildegarde
- Harley Graham : Princesse Cléo
- Eric Stonestreet : Minimus

### Épisode 7:Une médaille pour Clovis
- Sabrina Carpenter : Princesse Viviane
- Ellie Kemper (VF : Nancy Philippot) : Cracky
- Carlos Alazraqui : Bonimenteur, l'animateur du concours

### Épisode 8:L'Examen de princesse
- Coco Grayson (VF : Aaricia Dubois) : Princesse Hildegarde
- Michaela Zee : Princesse Jun
- Olivia Grace : Princesse Maya
- Russi Taylor : Madame Higgins

### Épisode 9:Jour de congé pour Monsieur Bailey
- Jeffrey Tambor (VF : Benoit Van Dorslaer) : Nicolas (Nigel)
- Jennifer Hale : Suzette
- Diamond White : Ruby
- Isabella Acres : Jade
- Coco Grayson (VF : Aaricia Dubois) : Princesse Hildegarde
- Karan Brar : Prince Zandar

### Épisode 10:Le Pique-nique des Trois Royaumes
- G.K. Bowes : Impératrice Lin-Lin
- James Sie (VF : Benoit Van Dorslaer) : Empereur Quon
- Michaela Zee : Princesse Jun
- Brian Lee : Prince Jin
- Khamani Griffin : Prince Khalid
- Olivia Grace : Princesse Maya
- Sarah Mitchell : Princesse Lena

### Épisode 11:La Petite Sorcière
- Merit Leighton : Lucinda
- Diamond White : Ruby
- Isabella Acres : Jade

### Épisode 12:Le Rêve bleu
- Linda Larkin : Jasmine
- Karan Brar : Prince Zandar
- Coco Grayson (VF : Aaricia Dubois) : Princesse Hildegarde
- Harley Graham : Princesse Cléo
- Nika Futterman : Diseuse de bonne aventure

### Épisode 13:Clovis et le magicien
- Eric Stonestreet : Minimus
- Ellie Kemper (VF : Nancy Philippot) : Cracky
- Liam O'Brien : Boswell, le magicien
- James Sie : Larry alias Monsieur Peluche, le lapin magique
- Jamie Mitchell : Colombe
- Nika Futterman : Diseuse de bonne aventure

### Épisode 14:Le Griffon
- Lyons Luke Mathias : Bébé griffon
- Clancy Brown : Agent Myles
- Jennifer Hale : Violette

### Épisode 15:Scout un jour, scout toujours
- Diamond White : Ruby
- Isabella Acres : Jade
- Fiona Bishop : Meg et Peg
- Viola Davis : Helen Hanshaw
- Sam Riegel : L’écureuil

### Épisode 16:Mademoiselle Ortie
- Maxim Knight (VF : Nathalie Stas) : Prince Desmond
- Megan Mullally : Mademoiselle Ortie

### Épisode 17:L'Hymne royal
- Julie Nathanson (en) : Belle
- Diamond White : Ruby
- Isabella Acres : Jade
- Roger Craig Smith : Luciano, le maître de cérémonie

### Épisode 18:Le Goûter royal
- Diamond White : Ruby
- Isabella Acres : Jade
- Coco Grayson (VF : Aaricia Dubois) : Princesse Hildegarde
- Harley Graham : Princesse Cléo
- Jennifer Hale : Portia, le cygne
- Carlos Alazraqui : Ralph, le cygne

### Épisode 19:La Princesse papillon
- Coco Grayson (VF : Aaricia Dubois) : Princesse Hildegarde
- Harley Graham : Princesse Cléo
- Karan Brar : Prince Zandar
- Brian Lee : Prince Jin
- Eric Stonestreet : Minimus

### Épisode 20:Le Délice aux pommes
- Bonnie Hunt : Tante Lily
- Travis Willingham : Le géant
- Corey Burton : Wilby, la bête sauvage

### Épisode 21:Le Roi qui voulait être boulanger
- Jennifer Hale : Violette
- Court Young : client de la boulangerie
- G.K. Bowes : Mère
- Maxim Knight : Garçon
- Michaela Zee : Fillette
- Nika Futterman : villageoise
- Craig Greber : villageois

### Épisode 22:Princesse Sofia au royaume des sirènes
- Jodi Benson : Ariel / Emmeline, reine des sirènes
- Kiernan Shipka : Oona
- Sarah Mitchell : Cora
- Phil Morris : Minos
- John Ross Bowie : Sven, l'hippocampe
- Jeff Bennett : Farley, le goéland

Il s'agit d'un double épisode d'une durée de 50 minutes.

### Épisode 23:Les Fêtes à Enchancia
- Kate Higgins : Aurore
- Eric Stonestreet : Minimus
- Clancy Brown : Agent Myles
- Jess Harnell : Bûcheron
- Elsie Fisher : Fille du bûcheron
- Wyatt Griswold : Fils du bûcheron

### Épisode 24:La Fête des Lumières
- Diamond White : Ruby
- Isabella Acres : Jade
- Jennifer Hale : Madame Collette, la couturière royale